# Elisabeth Schnitzler
Elisabeth Schnitzler (* 4. Dezember 1912 in Allenstein in Ostpreußen, heute Olsztyn/Polen; † 24. April 2003 in Rostock) war eine deutsche Archivarin.

## Leben
Elisabeth Schnitzler war die Tochter des Pädagogen Heinrich Schnitzler. Sie legte 1932 das Abitur in Rostock ab und studierte von 1932 bis 1937 Latein, Geschichte und Theologie an der Universität Rostock, in Innsbruck und Münster, wo sie 1937 die Prüfung für das höhere Lehramt bestand; 1938 folgte die Promotion. 1939 bekam sie eine Stelle als wissenschaftliche Hilfskraft am Stadtarchiv und am Museum in Rostock, wo sie in den Kriegsjahren 1942 bis 1945 für das Archiv verantwortlich war. Nach Kriegsende wurden unter ihrer Leitung die zuvor ausgelagerten Bestände zurückgeführt. Elisabeth Schnitzler übernahm das Universitätsarchiv der Universität Rostock und baute dieses neu auf, wobei auch ein Bildarchiv angelegt wurde. Von 1963 bis 1966 war sie am Historischen Institut der Universität Rostock beschäftigt.

## Ehrungen
- 1990 Goldenes Doktordiplom der Universität Münster
- 1995 Kulturpreis der Hansestadt Rostock
- 2011 wurde eine Straße in der Rostocker Südstadt nach Elisabeth Schnitzler benannt.

## Veröffentlichungen
- 1940 Das geistige und religiöse Leben Rostocks im späten Mittelalter (Dissertation)
- 1948 Beschreibung der Fresken von Irma Lang-Scheer "Das Jüngste Gericht" in der Christuskirche (Rostock) – Archiv 3 Seiten.Homepage zu Irma Lang-Scheer
- 1953/54 Die Universität im Jahre 1848
- 1953/54 Die Stiftungsbulle der Universität Rostock vom Jahre 1419
- 1955/56 Die Rektorkette
- 1955/56 Die Inauguration der Universität Rostock im Jahre 1419
- 1957/58 Die Gründung der Universität Rostock
- 1974 Die Gründung der Universität Rostock 1419
- 1979 Beiträge zur Geschichte der Universität Rostock im 15. Jahrhundert (3 Bände)
- 1992 Studien zur Archiv- und Bildungsgeschichte der Hansestadt Rostock
- 1998 Zur Stadt- und Universitätsgeschichte Rostocks. Kleine Beiträge (1941-1961)